# École normale supérieure de Rennes
Die École normale supérieure de Rennes (ENS Rennes) ist eine französische wissenschaftliche Grande école, die zum Netzwerk der Écoles normales supérieures gehört, die nach dem Vorbild der École normale supérieure in Paris gegründet wurden. Wie ihre Schwesteruniversitäten liegt ihr Auftrag in der Ausbildung von Studenten für Karrieren in Wissenschaft, Technik und Verwaltung.
Die ENS Rennes wurde durch ein Dekret des Premierministers vom 17. Oktober 2013 gegründet und untersteht direkt dem Ministerium für Hochschulbildung und Forschung und ist einer der Gründer der Europäischen Universität der Bretagne. Vor 2013 war es ein Zweig der École normale supérieure Paris-Saclay, aber die große geografische Entfernung zwischen Cachan und Rennes führte allmählich dazu, dass ihm ein größeres Maß an Autonomie gewährt wurde.

## Berühmte Absolventen
- Francesco Baldassarri (* 1951), italienischer Mathematiker